# Auufer
Auufer (niederdeutsch: Auöver) ist eine Gemeinde im Kreis Steinburg in Schleswig-Holstein. Kaiserhof liegt im Gemeindegebiet.

## Geografie und Verkehr
Auufer liegt an der Stör direkt südlich von Kellinghusen. Einen großen Teil der Gemeindegrenze markieren die Stör, die Bramau und die Hörner Au, auf die sich der Ortsname bezieht.

## Geschichte
Wahrzeichen der Gemeinde sind die rote Brücke über die Bramau, die in ihrer jetzigen Form seit 1953 besteht, wobei es schon 1585 eine Brücke an dieser Stelle gab, und der Storch, der jedes Jahr auf dem Kaiserhof nistet.
Mit Auflösung des Amtes Kellinghusen-Land trat die Gemeinde zum 1. Januar 2008 dem Amt Breitenburg bei.

## Politik

### Gemeindevertretung
Bei der Kommunalwahl am 14. Mai 2023 wurden insgesamt sieben Sitze vergeben. Diese fielen erneut alle an die Kommunale Wählervereinigung Auufer. Die Wahlbeteiligung betrug 73,6 %.

### Wappen
Blasonierung: „Von Blau und Silber durch eine stark abgeflachte Propfschildteilung leicht gesenkt geteilt. Unten über einem schmalen blauen Wellenschildfuß eine wachsende rote Brücke, oben auf dem Propf ein stehender linksgewendeter und ein sitzender Storch in natürlichen Farben.“
Der Ortsname der Gemeinde Auufer leitet sich von „Ufer – nd. Öwer der Au“. Die Brücke im Schildfuß bezieht sich darauf. Es handelt sich dabei um die im Osten der Gemeinde über die Bramau nach Kellinghusen führende Rote Brücke. Auf dem Dach des Kaiserhofes am Ortseingang brütet alljährlich der Weißstorch. Das Storchenpaar im Nest auf dem Wappen soll auf diesen bedeutenden Brutvogel in der Gemeinde hinweisen.